# Керол Ен Дафи
Керол Ен Дафи (Горбалс, 23. децембар 1955) шкотска је песникиња и драматург. 
Рођена је у Горбалсу, Глазгову и преселила се у Стафорд када је имала шест година.
Дана 1. маја 2009. је именована за британског песничког лаурета. Она је први женски британски песник лауреат, такође је била и први шкотски и први отворени ЛГБТ уметник.
Добила је награду витешку награду 1995. и 2002. године.

## Дела
- 1974: Fleshweathercock and Other Poems, Outposts Ltd.[3]
- 1977: (with Adrian Henri) Beauty and the Beast (поезија).
- 1982: Fifth Last Song, Headland (поезија).
- 1982: Take My Husband (комад)[3]
- 1984: Cavern of Dreams (комад).
- 1985: Standing Female Nude, Anvil Press поезија (поезија).
- 1986: Little Women, Big Boys (комад).
- 1986: Loss (радио комад).
- 1986: Thrown Voices, Turret Books, pamphlet (поезија).[4]
- 1987: Selling Manhattan, Anvil Press поезија (поезија).
- 1990: The Other Country, Anvil Press поезија (поезија).
- 1992: I Wouldn't Thank You for a Valentine (уредник), Viking (поезија, антологија).[5]
- 1992: William and the Ex-Prime Minister, Anvil Press поезија, pamphlet, (поезија).
- 1993: Mean Time Anvil Press поезија (поезија).
- 1994: Anvil New Poets Volume 2 (уредник), Penguin Books (поезија, антологија).[6]
- 1994: Selected Poems Penguin (poems).
- 1995: Penguin Modern Poets 2, with Vicki Feaver and Eavan Boland, Penguin (поезија).
- 1996: Grimm Tales, Faber and Faber (комад).
- 1996: Salmon – Carol Ann Duffy: Selected Poems, Salmon поезија (поезија).
- 1996: Stopping for Death, Viking (поезија, антологија).
- 1997: More Grimm Tales, Faber and Faber (комад за децу).
- 1998: The Pamphlet, Anvil Press поезија (поезија).
- 1999: Meeting Midnight, Faber and Faber (поезија за децу).
- 1999: The World's Wife, Anvil Press поезија (поезија).
- 1999: Time's Tidings: Greeting the 21st Century (уредник), Anvil Press поезија (поезија, антологија).
- 2000: The Oldest Girl in the World, Faber and Faber (поезија за децу).
- 2001: Hand in Hand: An, антологија of Love Poems (уредник), Picador (поезија, антологија).
- 2002: Feminine Gospels, Picador.
- 2002: Queen Munch and Queen Nibble, Macmillan књига за децуs.
- 2002: Underwater Farmyard, Macmillan књига за децуs (књига за децу).
- 2003: The Good Child's Guide to Rock N Roll, Faber and Faber (поезија за децу).
- 2003: Collected Grimm Tales (with Tim Supple), Faber and Faber (књига за децу).
- 2004: Doris the Giant (књижевност за децу, сликовница).
- 2004: New Selected Poems, Picador.
- 2004: Out of Fashion: An, антологија of Poems (уредник), Faber and Faber (поезија, антологија).
- 2004: Overheard on a Saltmarsh: Poets' Favourite Poems (уредник), Macmillan.
- 2005: Another Night Before Christmas, with John Murray (поезија за децу).
- 2005: Moon Zoo, Macmillan (књижевност за децу, сликовница).
- 2005: Rapture, Picador (поезија).[7]
- 2006: The Lost Happy Endings (илустровала Jane Ray), Penguin (књига за децу).
- 2007: Answering Back (уредник), Picador (поезија, антологија).
- 2007: The Hat. Faber and Faber (поезија за децу).
- 2007: The Tear Thief. Barefoot Books (књига за децу).
- 2009: Mrs Scrooge: A Christmas Poem (илустровала Beth Adams), Simon & Schuster.
- 2009: New & Collected поезија for Children Faber and Faber (поезија).
- 2009: The Princess's Blankets (илустровао Catherine Hyde). Templar (књига за децу).
- 2009: The Twelve Poems of Christmas (уредник), Candlestick Press (поезија).
- 2009: To The Moon: An, антологија of Lunar поезија (уредник), Picador (поезија).
- 2009: Love Poems, Picador (поезија,избор).
- 2010: The Gift Barefoot Books (књига за децу).
- 2011: The Bees Picador (поезија, избор).
- 2011: The Christmas Truce (илустровао David Roberts) Picador.
- 2012: Wenceslas: A Christmas Poem (илустровао Stuart Kolakovic), Picador.
- 2014: Dorothy Wordsworth's Christmas Birthday (илустровао Tom Duxbury), Picador.[8]
- 2015: The Wren-Boys (илустровао Dermot Flynn), Picador.
- 2018: Sincerity (Picador),  978-1-5098-9342-3.[9]
- 2018: Eight World's Wives Published by Andrew J Moorhouse (Fine Press Poetry).